# 장진우
장진우(1973년1월 27일~)는 대한민국의 작가, 음악가이다. 가톨릭대학교 음악과에서 성악을 전공했다.

## 경력
- 1999년 소설《프린세스 조슈아》로 데뷔.
- 2004년부터 필명 서누로 활동.
- 《한국오라토리오싱어즈》솔리스트.

## 상훈
- 2000년 문화일보, 황금가지 장르문학공모 입상.

## 소설작품
- 《프린세스 조슈아 전3권》(황금가지)
- 《소녀의 시간 전6권》(시공사)
- 《비차 전2권》(파란미디어)
- 《카페땅》(파란미디어)
- 《연우》(파란미디어)

## 극본
- 오페라《장인위개》(2013) 작곡/최병철

## 드라마 원작
- 《연우》(미정) 연출/미정, 극본/미정, 제작사/김종학프로덕션[1]